# ILiad
iLiad - это электронное портативное устройство, или e-Reader, которое можно использовать для чтения и редактирования документов. Подобно Barnes and Noble nook, Sony Reader или Amazon Kindle, iLiad использует электронный бумажный дисплей. В 2010 году продажи iLiad прекратились, когда компания iRex Technologies подала заявление о банкротстве.

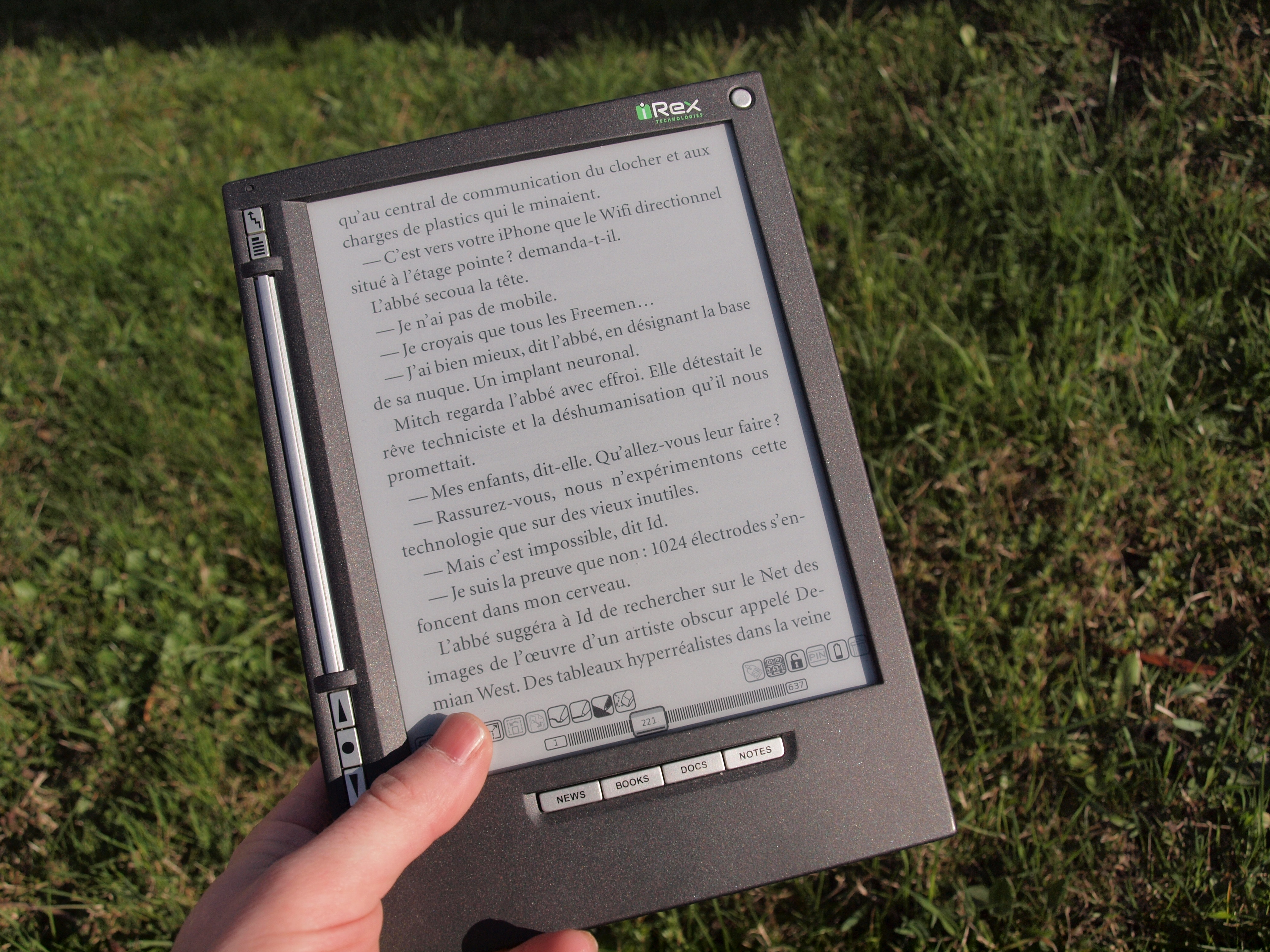
iLiad на солнечном свету

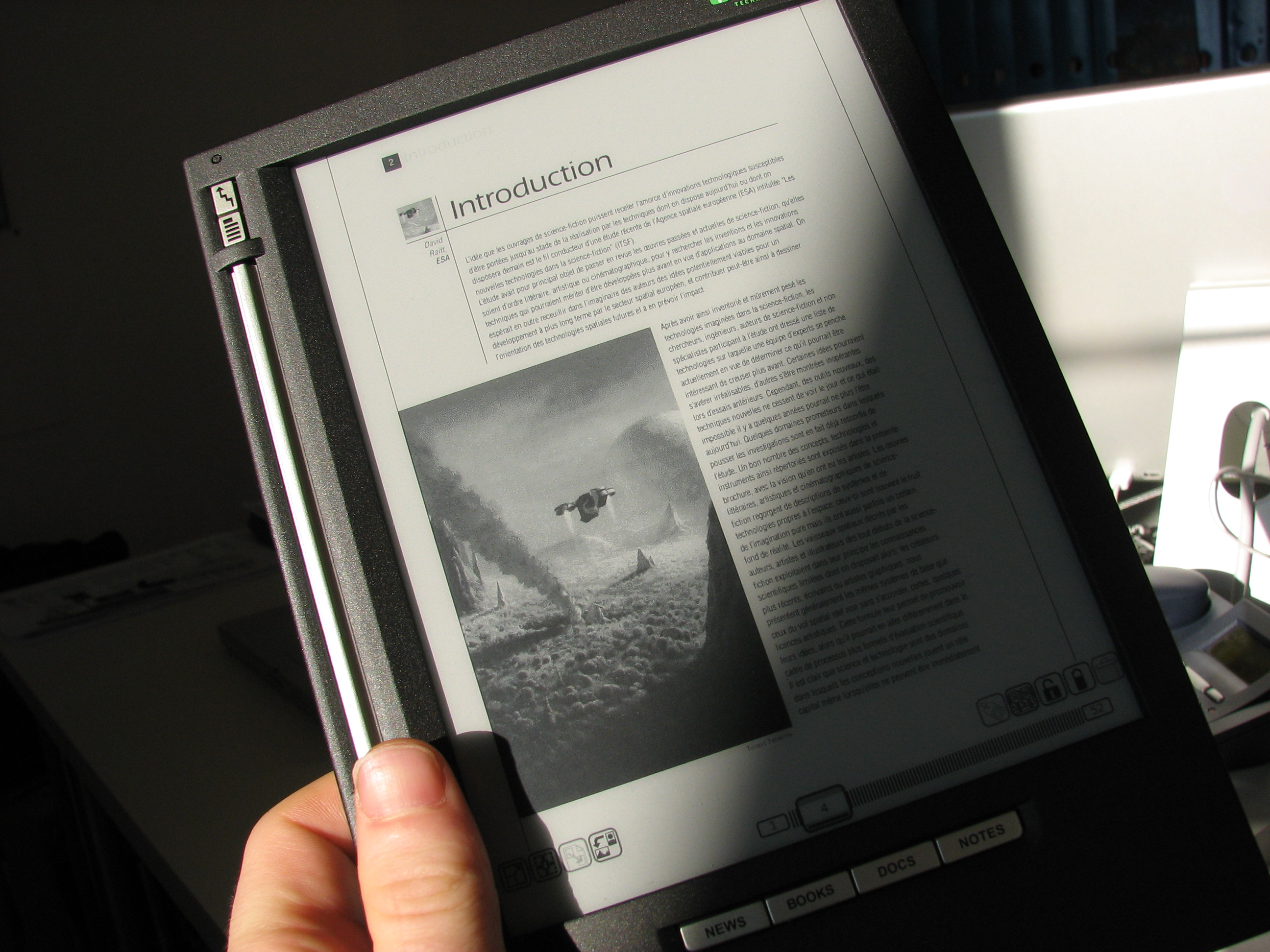
Электронная книга iLiad с дисплеем на электронной бумаге

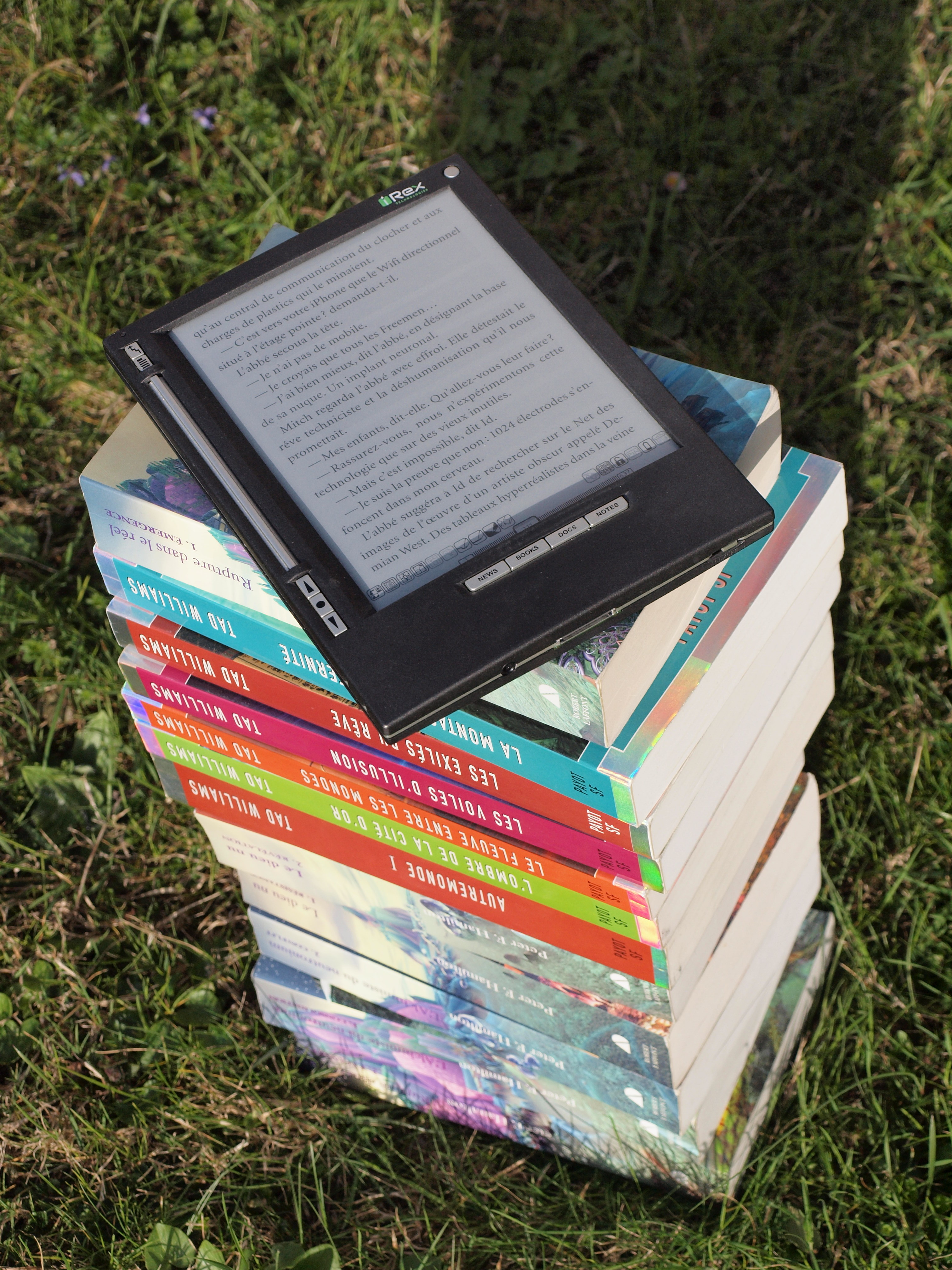

## Описание
Основные характеристики:
- 8,1-дюймовый (21 см) дисплей на электронной бумаге, площадь отображения контента 124x165 мм
- разрешение 768x1024 пикселей, 160 dpi
- 16 уровней оттенков серого
- USB-разъем для внешнего хранилища
- Слот CompactFlash Type II для расширения памяти или других приложений
- Слот для карт памяти MMC
- Аудиоразъем 3,5 мм для гарнитуры
- Беспроводная локальная сеть Wi-Fi 802.11g
- Проводная локальная сеть 10/100 Мбит/с
- Вес 390 граммов (14 унций)
- Процессор Intel XScale 400 МГц
- 64 МБ ОЗУ
- 256 МБ встроенной флэш-памяти, 128 для пользователя, 128 для системы
- Операционная система на базе Linux, ядро 2.4
- Предоставляется SDK, поэтому функциональность легко расширяется[2]

Его размеры 155 × 216 × 16 мм (ширина × высота × глубина), что соответствует размеру документа формата A5 или примерно 6 × 9 дюймов для стенографической тетради.  Используемый дисплей представляет собой электрофоретический дисплей с активной матрицей, в котором используется матрица E Ink Vizplex Imaging Film производства E Ink Corporation.  Под экраном E Ink находится планшет от WACOM, для ввода которого требуется стилус.  Когда он был представлен, у Iliad был самый большой размер экрана среди существующих продуктов для электронной бумаги, но 10,2-дюймовый (26 см) дисплей нового iRex Digital Reader 1000 был самым большим из проданных на начало 2011 года.
iLiad может отображать файлы документов в нескольких форматах, включая PDF, Mobipocket, XHTML и обычный текст.  Он также может отображать изображения JPEG, BMP и PNG, но не в цвете.  С 3 мая 2007 г. поддерживается Mobipocket, что делает контент управления цифровыми правами (DRM) mobipocket доступным на этой платформе.  На странице продукта iRex для iLiad говорится, что «поддержка дополнительных форматов электронных книг станет доступна в ближайшие месяцы».
Через свою беспроводную службу iDS iLiad также может напрямую загружать контент.  Les Echos, французская финансовая газета, распространяется таким же образом, как и голландская газета NRC Handelsblad.  Пользователи могут подключаться к своему компьютеру через беспроводную сеть для синхронизации новых данных во внутренней памяти iLiad или на вставленной карте MMC, SD или CF.
Дистрибьютором iLiad является iRex Technologies, дочерняя компания Philips.  Первоначально его рекламировали в декабре 2005 г., запуск состоялся в апреле 2006 г., но он был отложен до июля, когда он начал продаваться как бета-продукт.  Он был выпущен для широкой публики в конце июля и с тех пор претерпел значительные изменения программного обеспечения.
Его рекомендованная цена в Европе составляла 649 евро и 699 долларов США, однако он больше не доступен в Северной Америке из-за несоблюдения правил FCC.

## Стороннее ПО
Благодаря открытой операционной системе Linux, iLiad мог запускать сторонние приложения, созданные для него.  Разработчики и пользователи, желающие создать или запустить сторонние приложения, могли запросить у производителя доступ к оболочке.
Разработчики смогли улучшить функциональность устройства, портировав такие просмотрщики, как FBReader, и такие программы, как abiword и stardict.  Полноэкранное чтение PDF стало доступно благодаря поддерживаемым сообществом релизам iPDF. Некоторые независимые пользователи сообщили об успешном переносе мобильных веб-браузеров на Linux-платформу iLiad, хотя и с ограниченной функциональностью и множеством ошибок.

## Вторая версия
В сентябре 2007 года iRex Technologies выпустила обновление для iLiad.  Хотя официально он называется «iLiad 2nd Edition», он обычно отмечается как незначительное обновление оригинала.
Обновление включает в себя:
- Переработка объединяющей платы
- Увеличенная емкость аккумулятора
- Версия программного обеспечения обновлена до 2.11
- Обновлено зарядное устройство
- В комплекте добавлен чехол

Программное обеспечение версии 2.11 включает калибровку стилуса, увеличенное время работы от батареи и другие функции. Также доступно для iLiad первого поколения.

## Book edition
В мае 2008 года компания iRex Technologies пополнила линейку продуктов iLiad третьим экземпляром, на этот раз под названием iLiad Book Edition. Это iLiad версии 2 без WiFi и в новом серебристом корпусе.  Благодаря техническому урезанию цена снижена до $599 (€499), что дешевле оригинала.  В комплект поставки также входят 50 бесплатных классических книг, включая произведения известных писателей Жюль Верн, Чарльз Диккенс, Льюис Кэрролл и Лев Толстой.

## Банкротство
В начале июня 2010 года нидерландская компания iRex Technologies подала заявление о Защите от банкротства. По словам генерального директора компании Ханса Бронса (2010), снижение продаж стало прямым следствием задержки ответа Федеральной комиссии по связи США (FCC) на одобрение устройства..